# Eliane K. Arav
Eliane Arav est une femme de lettres et journaliste française, auteure de romans, de romans policiers, de nouvelles, d'essais et de pièces de théâtre,

## Biographie
Née dans une famille bulgaro-turque, elle fait des études de lettres puis de japonais aux Langues Orientales. Après de multiples petits boulots, elle devient journaliste au Matin de Paris, L’Écho des savanes, Play Boy, Signature,Libération, correspondante à la Tribune de Génève.
En 1994, elle publie son premier roman, Le Penseur de Vallorbe. Selon Michel Chlastacz, collaborateur du Dictionnaire des littératures policières c'est un « curieux roman (débutant) par un meurtre en gare frontière de Vallorbe dans les toilettes d’un TGV Paris-Lausanne. La victime assise dans la position du célèbre Penseur de Rodin est une femme qui ne l'est pas vraiment auprès duquel somnole un majestueux python ! ». Elle écrit ensuite une pièce radiophonique puis des pièces de théâtre. En 2002, elle fait paraître chez Baleine un nouveau roman policier Du viagra dans la vinaigrette.En 2012 elle publie chez Payot un essai sur le Trac au théâtre. en 2018, "Théâtre au sang"(Le chant des voyelles) en 2020 premier volet d'une trilogie de polar se situant dans le monde du théâtre, (sélection Grand Prix de la Fiction de la SGDL -Société des Gens de lettres) l'astrologie de mon chat dans une toute nouvelle version paraît chez Prisma. traduit et publié en Italie (Il Sagittario) et Taiwan.

## Œuvre

### Romans
- Le Penseur de Vallorbe, Série noire no 2353, 1994
- Du viagra dans la vinaigrette, Série grise no 19, Baleine, 2002

### Ouvrages non fictionnels
- Le Guide astrologique de votre chat, Éd. Luneau-Ascot, puis Ed.de l'Homme, 1989
- Leur trac au théâtre, Payot, 2012

### Pièce radiophonique
- Le Portrait robot, mais on dirait Robert, 1998, dont une version illustrée par Jean-Paul Ruiz pour la Bibliothèque Nationale

### En collaboration
- Mes amis, mes amours !, avec Roger Pierre, Éd. Alternatives, 2007

### Traduction
- Relaxe (Release) de Robert Hammond, Alna éd., cop. 2005